# Cristian Nápoles
Cristian Atanay Nápoles (ur. 27 listopada 1998 w Marianao) – kubański lekkoatleta specjalizujący się w trójskoku, olimpijczyk (2021, 2024).
W 2015 zdobył złoty medal mistrzostw świata juniorów młodszych w Cali, a w 2016 srebrny medal mistrzostw świata juniorów w Bydgoszczy. Rok później w Londynie został czwartym trójskoczkiem świata. Srebrny medalista igrzysk Ameryki Środkowej i Karaibów i wicemistrz świata (2023).
Medalista mistrzostw Kuby.
Rekord życiowy: stadion – 17,40 (21 sierpnia 2023, Budapeszt) / 17,43w (18 maja 2019, Hawana); hala – 17,02 (13 lutego 2018, Liévin).

## Osiągnięcia
| Rok  | Impreza                               | Miejsce      | Lokata            | Wynik |
| ---- | ------------------------------------- | ------------ | ----------------- | ----- |
| 2015 | Mistrzostwa świata juniorów młodszych | Cali         | 1. miejsce        | 16,13 |
| 2016 | Mistrzostwa świata juniorów           | Bydgoszcz    | 2. miejsce        | 16,62 |
| 2017 | Mistrzostwa świata                    | Londyn       | 4. miejsce        | 17,16 |
| 2018 | Halowe mistrzostwa świata             | Birmingham   | 9. miejsce        | 16,70 |
| 2018 | Puchar interkontynentalny             | Ostrawa      | 5. miejsce        | 17,07 |
| 2019 | Mistrzostwa świata                    | Doha         | 5. miejsce        | 17,38 |
| 2021 | Igrzyska olimpijskie                  | Tokio        | 10. miejsce       | 16,63 |
| 2023 | Igrzyska Ameryki Środkowej i Karaibów | San Salvador | 2. miejsce        | 17,11 |
| 2023 | Mistrzostwa świata                    | Budapeszt    | 2. miejsce        | 17,40 |
| 2023 | Igrzyska panamerykańskie              | Santiago     | 3. miejsce        | 16,66 |
| 2024 | Halowe mistrzostwa świata             | Glasgow      | 13. miejsce       | 15,98 |
| 2024 | Igrzyska olimpijskie                  | Paryż        | el. – 18. miejsce | 16,67 |